# Theo Magin
Theo Magin (* 15. Dezember 1932 in Schifferstadt; † 28. Januar 2025) war ein deutscher Politiker (CDU).

## Leben
Nach dem Besuch der Volksschule und des Aufbaugymnasiums bestand Theo Magin 1953 in Speyer die Abiturprüfung. Er studierte an der Pädagogischen Hochschule Landau sowie an der Universität Heidelberg und wurde Konrektor. 
Ab 1962 war er Mitglied des Stadtrates von Schifferstadt, ab 1966 Erster Beigeordneter. 1968 kam er als Nachrücker in den Landtag Rheinland-Pfalz, als der Abgeordnete Eduard Orth verstarb. Dem Landtag gehörte er bis 1980 an, ab 1975 als parlamentarischer Geschäftsführer der CDU-Fraktion. 1968 wurde er Vorsitzender des Kreisverbandes Speyer der CDU, 1969 – nach der Kreisreform – des Kreisverbandes Ludwigshafen-Land; dieses Amt behielt er bis 1994. Der Pädagoge war von 1971 bis 1975 hauptamtlicher Bürgermeister von Schifferstadt. Von 1974 bis 1999 gehörte er dem Bezirkstag Pfalz an. Von 1980 bis 1994 (9. bis 12. Wahlperiode) war Magin als Direktkandidat des Wahlkreises Neustadt – Speyer Mitglied des Deutschen Bundestages. Dreimal war er Präsident des Deutschen Städte- und Gemeindebundes: von 1983 bis 1985, von 1988 bis 1990 und schließlich von 1992 bis 1994. 
Magin war katholisch und verheiratet. Am 28. Januar 2025 starb er im Alter von 92 Jahren.

## Ehrungen
1995 ernannte Schifferstadt Theo Magin zum Ehrenbürger. 1996 erhielt er das Große Verdienstkreuz mit Stern des Verdienstordens der Bundesrepublik Deutschland. Der Bezirksverband Pfalz zeichnete ihn 1999 mit dem Wappenschild aus. Auch war er Träger der Freiherr-vom-Stein-Plakette. Magin war Ehrenvorsitzender des CDU-Kreisverbandes Rhein-Pfalz.